# Glenn Jordens
Glenn Jordens (* 29. September 1957) ist ein ehemaliger südafrikanischer Fußballspieler.

## Karriere
Jordens spielte zwei Spielzeiten im bundesdeutschen Profifußball beim SV Darmstadt 98. In der Saison 1980/81 glückte ihm mit seinen Mannschaftskollegen der Aufstieg in die Bundesliga, bei seinen drei Einsätzen erzielte er drei Tore. In der folgenden Saison absolvierte er für die Darmstädter acht Spiele im Oberhaus des bundesdeutschen Fußballs.